# Cadre-47/1-Europameisterschaft 1953

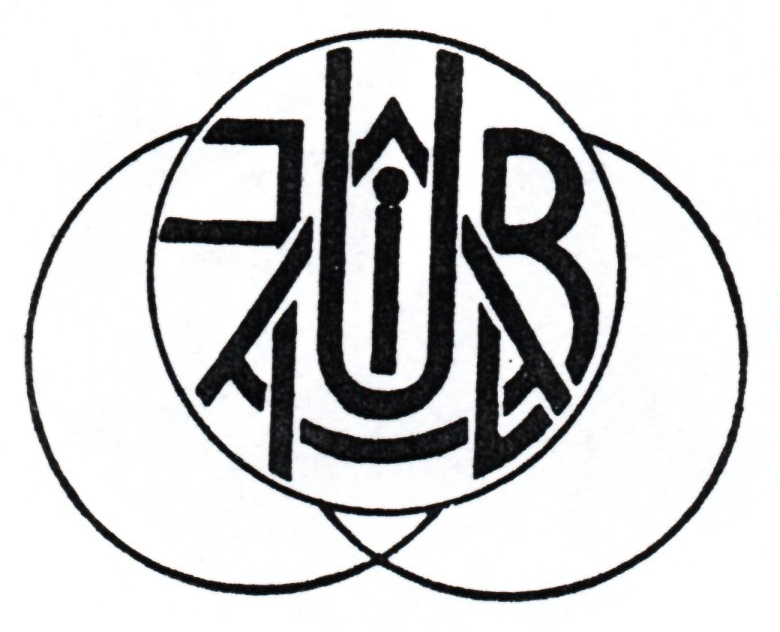
Logo UIFAB (ausrichtender Verband)

Veranstaltungsort: Metz

Die Cadre-47/1-Europameisterschaft 1953 war das vierte Turnier in dieser Disziplin des Karambolagebillards und fand vom 24. bis zum 27. April 1953 in Metz, im französischen Département Moselle statt. Es war die dritte Cadre-47/1-Europameisterschaft in Frankreich.

## Geschichte
Den ersten Cadre 47/1-EM Titel holte sich der Niederländer Piet van de Pol vor Clément van Hassel und Henk Metz. Man erkennt an den Durchschnittswerten wie viel schwieriger Cadre 47/1 im Verhältnis zu Cadre 45/1 ist. Durch die größeren Cadre Felder hat sich der Durchschnitt praktisch halbiert. Erstmals nach dem Krieg waren mit Ernst Rudolph und Siegfried Spielmann auch wieder deutsche Akteure bei einer 47/1 EM vertreten.

## Turniermodus
Es wurde im Round Robin System bis 300 Punkte gespielt. Bei MP-Gleichstand (außer bei Punktgleichstand beim Sieger) wird in folgender Reihenfolge gewertet:
1. MP = Matchpunkte
2. GD = Generaldurchschnitt
3. HS = Höchstserie

## Abschlusstabelle
| MP    | Match Points (Sieger = 2; Unentschieden = 1; Verlierer = 0) |
| Pkte. | Erzielte Karambolagen                                       |
| Aufn. | Benötigte Versuche                                          |
| GD    | Generaldurchschnitt                                         |
| BED   | Bester Einzeldurchschnitt eines Spielers                    |
| HS    | Höchstserie                                                 |
|       | Bester GD des Turniers                                      |
|       | Bester ED des Turniers                                      |
|       | Beste HS des Turniers                                       |
|       | 1. Platz (Gold)                                             |
|       | 2. Platz (Silber)                                           |
|       | 3. Platz (Bronze)                                           |

| Platz                     | Name                | MP   | Pkte. | Aufn. | GD    | BED   | HS  |
| ------------------------- | ------------------- | ---- | ----- | ----- | ----- | ----- | --- |
| 1                         | Piet van de Pol     | 12:2 | 2016  | 169   | 11,92 | 16,66 | 93  |
| 2                         | Clément van Hassel  | 10:4 | 1927  | 168   | 11,47 | 18,75 | 128 |
| 3                         | Henk Metz           | 8:6  | 1861  | 172   | 10,81 | 21,42 | 109 |
| 4                         | Joseph Vervest      | 8:6  | 1908  | 197   | 9,68  | 13,04 | 82  |
| 5                         | Ernst Rudolph       | 8:6  | 1867  | 215   | 8,68  | 10,34 | 55  |
| 6                         | Jean Galmiche       | 6:8  | 1740  | 205   | 8,48  | 12,50 | 66  |
| 7                         | Siegfried Spielmann | 2:12 | 1309  | 167   | 7,83  | 15,00 | 56  |
| 8                         | Louis Chassereau    | 2:12 | 1548  | 219   | 7,06  | 10,00 | 58  |
| Turnierdurchschnitt: 9,37 |                     |      |       |       |       |       |     |